# Altai (thành phố)

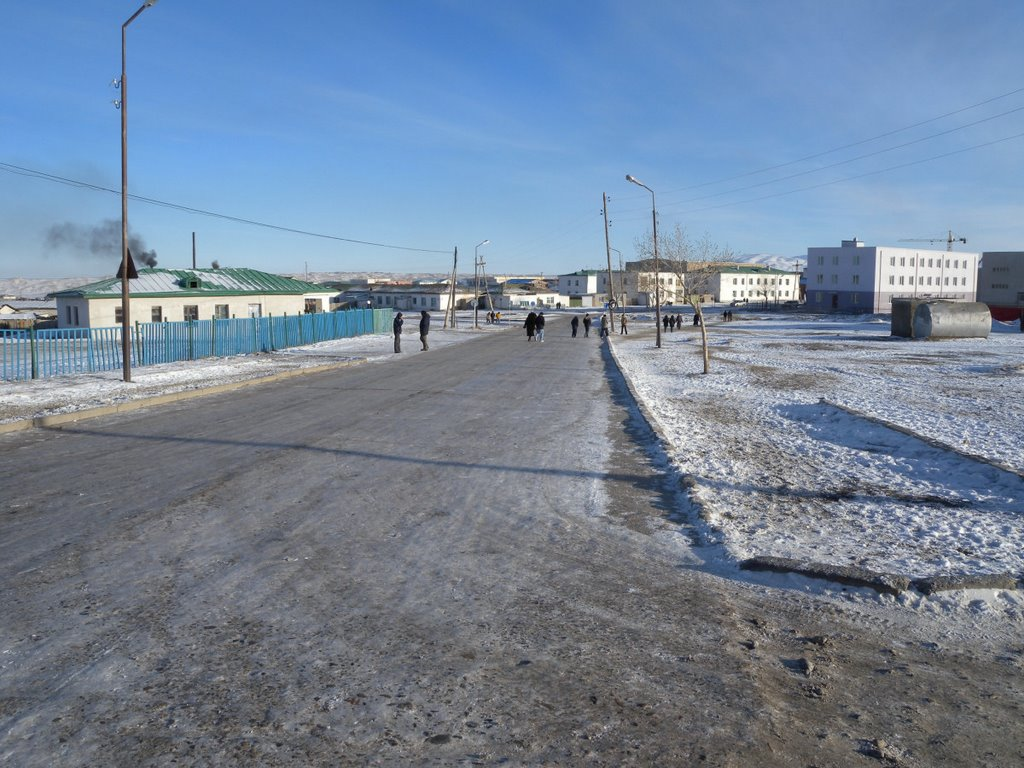
Đường phố ở Altai vào mùa đông.

Altai (tiếng Mông Cổ: Алтай) là thành phố tỉnh lị của tỉnh Govi-Altai ở miền tây Mông Cổ. Thành phố này về mặt địa lý hành chính nằm tại sum Yesönbulag. Không nên nhầm lẫn thành phố với sum cùng tên Altai ở phía nam của tỉnh. Dân số thành phố năm 2008 được ước tính là 15.800 người.

## Giao thông
Sân bay Altai (LTI / ZMAT) có một đường băng chưa lát nhựa và có các chuyến bay thường kỳ đến Arvaikheer và thủ đô Ulan Bator.

## Khí hậu
Altai có một khí hậu bán khô hạn (theo Köppen BSk) với một mùa đông dài, khô và rất lạnh còn mùa hè ngắn và ấm.
| Dữ liệu khí hậu của Altai                | Dữ liệu khí hậu của Altai | Dữ liệu khí hậu của Altai | Dữ liệu khí hậu của Altai | Dữ liệu khí hậu của Altai | Dữ liệu khí hậu của Altai | Dữ liệu khí hậu của Altai | Dữ liệu khí hậu của Altai | Dữ liệu khí hậu của Altai | Dữ liệu khí hậu của Altai | Dữ liệu khí hậu của Altai | Dữ liệu khí hậu của Altai | Dữ liệu khí hậu của Altai | Dữ liệu khí hậu của Altai |
| Tháng                                    | 1                         | 2                         | 3                         | 4                         | 5                         | 6                         | 7                         | 8                         | 9                         | 10                        | 11                        | 12                        | Năm                       |
| ---------------------------------------- | ------------------------- | ------------------------- | ------------------------- | ------------------------- | ------------------------- | ------------------------- | ------------------------- | ------------------------- | ------------------------- | ------------------------- | ------------------------- | ------------------------- | ------------------------- |
| Cao kỉ lục °C (°F)                       | 1.6 (34.9)                | 8.0 (46.4)                | 12.8 (55.0)               | 20.4 (68.7)               | 24.5 (76.1)               | 28.9 (84.0)               | 30.0 (86.0)               | 29.1 (84.4)               | 23.6 (74.5)               | 18.7 (65.7)               | 10.2 (50.4)               | 5.8 (42.4)                | 30.0 (86.0)               |
| Trung bình ngày tối đa °C (°F)           | −10.4 (13.3)              | −8.9 (16.0)               | −2.5 (27.5)               | 5.9 (42.6)                | 13.6 (56.5)               | 18.7 (65.7)               | 19.7 (67.5)               | 18.3 (64.9)               | 12.8 (55.0)               | 5.0 (41.0)                | −3.5 (25.7)               | −8.3 (17.1)               | 5.0 (41.0)                |
| Trung bình ngày °C (°F)                  | −18.0 (−0.4)              | −16.4 (2.5)               | −9.3 (15.3)               | −0.5 (31.1)               | 7.2 (45.0)                | 12.5 (54.5)               | 13.7 (56.7)               | 12.3 (54.1)               | 6.3 (43.3)                | −1.3 (29.7)               | −10.4 (13.3)              | −15.8 (3.6)               | −1.6 (29.1)               |
| Tối thiểu trung bình ngày °C (°F)        | −24.8 (−12.6)             | −23.3 (−9.9)              | −16.0 (3.2)               | −6.8 (19.8)               | 0.6 (33.1)                | 5.9 (42.6)                | 8.0 (46.4)                | 6.5 (43.7)                | 0.5 (32.9)                | −7.1 (19.2)               | −17.0 (1.4)               | −22.3 (−8.1)              | −8.0 (17.6)               |
| Thấp kỉ lục °C (°F)                      | −40.8 (−41.4)             | −42.1 (−43.8)             | −36 (−33)                 | −32.2 (−26.0)             | −16.6 (2.1)               | −9.1 (15.6)               | −1.3 (29.7)               | −2.6 (27.3)               | −17.2 (1.0)               | −26.5 (−15.7)             | −35.3 (−31.5)             | −40.2 (−40.4)             | −42.1 (−43.8)             |
| Lượng Giáng thủy trung bình mm (inches)  | 1.0 (0.04)                | 1.8 (0.07)                | 5.9 (0.23)                | 10.1 (0.40)               | 12.2 (0.48)               | 27.7 (1.09)               | 48.6 (1.91)               | 40.7 (1.60)               | 16.0 (0.63)               | 7.5 (0.30)                | 2.9 (0.11)                | 1.5 (0.06)                | 175.9 (6.93)              |
| Số ngày giáng thủy trung bình (≥ 1.0 mm) | 0.2                       | 0.7                       | 1.8                       | 1.6                       | 2.7                       | 4.6                       | 7.3                       | 6.6                       | 3.2                       | 1.9                       | 1.4                       | 0.5                       | 32.5                      |
| Số giờ nắng trung bình tháng             | 201.1                     | 208.3                     | 252.2                     | 260.6                     | 308.9                     | 298.5                     | 293.2                     | 290.2                     | 272.4                     | 246.1                     | 199.6                     | 184.8                     | 3.015,9                   |
| Nguồn: NOAA                              |                           |                           |                           |                           |                           |                           |                           |                           |                           |                           |                           |                           |                           |